# Norah Borges
Leonor Fanny Borges, também conhecida com o pseudônimo Norah Borges (Cidade de Buenos Aires, 4 de março de 1901 - 20 de julho de 1998) foi uma artista plástica e crítica de arte argentina pertencente ao Grupo de Flórida. 
Norah era irmã do escritor Jorge Luis Borges, que apelidou-a de Norah e retratava-a como na citação abaixo: 
 Em todas as nossas brincadeiras ela sempre foi a líder, eu o retardatário, o tímido, o submisso. Ela subia ao telhado, subia nas árvores e nas colinas, eu a seguia com menos entusiasmo do que medo.— J. L. Borges.

## Biografia

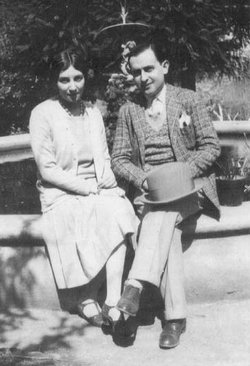
Norah Borges e Guillermo de Torre (1928).

Norah se mudou com sua família em 1912 para a Suíça para tratar a cegueira progressiva do pai, o advogado Jorge Guillermo Borges. Estudou na École dês Beaux-Arts de Genebra com o escultor classicista Maurice Sarkisoff e com Arnaldo Bossi em Lugano, próximo de expressionistas alemães exilados como Ernst Kirchner; com Bossi aprendeu xilogravura e a estética expressionista, segundo declarou ela mesma numa reportagem de 1940 na revista Atlántida. Na Suíça, escreveu e ilustrou seu primeiro livro poético, Notas longínquas (1915). A estadia na Europa se alongou por causa da Primeira Guerra Mundial por 4 anos. Depois de viajar por toda a Provenza (Norah fica muito impressionada por Nîmes, a cuja paisagem dedica algumas peças) entram na Espanha, local em que ampliou seus estudos e participou nas Vanguardas. Vão primeiro a Barcelona e depois, em 1919, a Palma de Mallorca, onde Norah estudou com Sven Westman; ali os irmãos Borges colaboraram na revista Baleares (Norah seus "Músicos cegos", etcétera); foram depois a Sevilla, onde entraram na Vanguardia do Ultraísmo; publicou trabalhos seus em Grécia, Ultra, Tabuleiros e Reflector, bem como, em 1920, o projeto de capa para O jardim do centauro, um livro de poemas de Adriano do Vale; passam por Granada e finalmente voltam a Madri, onde Norah estudou com o pintor Julio Romero de Torres. Ali iniciou amizade também com Juan Ramón Jiménez, alguns de cujos poemas ilustrou, e quem lhe dedicou um dos retratos líricos de seu livro Espanhóis de três mundos. Voltam depois a Palma de Mallorca em junho de 1920.
Em março de 1921, volta a Buenos Aires. Como pintora naïf, Norah se vinculou à vanguarda literária formada pelo Grupo de Flórida; desde Prisma começou a divulgar o Ultraísmo na Argentina, mas então explodiu a influênncia do Cubismo que tinha começado a assimilar com seus contatos franceses na Espanha em suas ilustrações para revistas como Mural, Proa ou Martín Fierro, recuperando as imagens de balaustradas e vasos de flores, portões e imagens em extinção como as que habitam a primeira edição de Fervor de Buenos Aires (1923), o livro poético de seu irmão Jorge Luis.
Em 1923, a revista surrealista francesa Manomètre de Lyon e, em 1924, a revista Martín Fierro, publicaram suas pinturas. Em 1926 expôs 75 trabalhos (óleos, xilogravuras, desenhos, aquarelas e tapeçarias) na Associação Amigos da Arte. Casou-se em 1928, com Guillermo de Torre, escritor e crítico espanhol, estudioso do movimento ultraísta e grande experiente nas vanguardas artísticas e literárias, a quem tinha conhecido na Espanha quando ainda não havia completado 19 anos; com ele teve dois filhos.
Na Segunda Guerra Mundial ela teve participação na Junta da Vitória na Argentina, associação feminista antifascista dirigida por Cora Ratto de Sadosky e Ana Rosa Schlieper de Martínez Guerreiro. Na Junta, militaram a escritora María Rosa Oliver, a fotógrafa Annemarie Heinrich, a psicanalista Mimí Langer, a artista Raquel Forner e a poeta Silvina Ocampo. Norah ilustrou a edição de seu Caderno San Martín como tinha feito antes com Lua de defronte e Fervor de Buenos Aires e os livros As convidadas (1961) e Autobiografía de Irene (1962) de Silvina Ocampo. Exerceu a crítica de arte no Anales de Buenos Aires com o pseudónimo de Manuel Pinedo. Pesquisou sobre o gravuras e não deixou de pintar até praticamente sua morte, mesmo suas obras doadas não cuidou de realizar exposições regularmente.
Em 1942, publicou-se na Argentina uma edição de Platero e eu de Juan Ramón Jiménez com ilustrações e quadrinhos de Norah, que também atuou como artista gráfica em outros livros dos espanhóis emigrados na Argentina como Ramón Gómez da Serna, Rafael Alberti e León Felipe. Ilustrou os livros de seu irmão e o de outros escritores argentinos como Silvina Ocampo, Victoria Ocampo, Adolfo Bioy Casares, Norah Lange e Julio Cortázar. Também desenhou a cenografia de uma obra teatral de Federico García Lorca. Está por ser estudada ainda sua amizade com Maruja Mallo e Xul Solar.
Utilizou as técnicas do óleo, a aquarela, a gravura, a xilogravura, o desenhos a tinta e lápis, as temperas, o acrílico e a tapeçaria.
Norah Borges foi considerada, como seu irmão, integrante de um grupo de pessoas escritoras que ficaram conhecidas como o Grupo Flórida, denominado assim porque a revista na qual publicavam se localizava nas cercanias na rua de mesmo nome em Buenos Aires, e se reuniam na Confitería Richmond, que incluiu nomes como os de Victoria Ocampo, Leopoldo Marechal, Oliverio Girondo, entre outros escritores argentinos, em oposição à dialética literária com o que é lembrado o Grupo Boedo, que publicava na Editorial Clareza e se reunia no Café O Japonês, de tradição bem mais humilde, com integrantes como Roberto Arlt, entre outros.
Em 2020, organizou-se no Museu Nacional de Belas Artes de Buenos Aires (MNBA) uma exposição retrospectiva sobre toda sua obra. A mostra tem como título Norah Borges, uma mulher na vanguarda e se junta a mais de 200 obras, entre pinturas, gravuras, ilustrações, tapeçarias e textos, curada pelo pesquisador Sergio Baur.
Seus restos mortais se encontram na abóbada familiar de Cemitério da Recoleta, junto a seu esposo e seus pais.